# Печеншки фјорд

Печеншки фјорд (рус. Печенгская губа) уски је залив фјордовског типа на северној обали Мурманске области Русије, у акваторији Баренцовог мора. Дугачак је 17 km, са максималном ширином до 2 km. Максимална дубина воде у заливу је 118 метара.
Његове обале су доста стрме, високе и стеновите, а једини изузетак је јужна обала где се у залив улива река Печенга својим пространим естзарским ушћем. На његовој јужној обали налази се варошица Печенга, док је на западној обали лука Линахамари. Залив се налази на неких 25 km источно од руско-норвешке границе. Административно припада Печеншком рејону Мурманске области.